# Джорджо Ронконі
Джорджо Ронконі (Giorgio Ronconi, 6 серпня 1810, Мілан — 8 січня 1890, Мадрид) — італійський співак (баритон) і музичний педагог.
Син і учень Доменіко Ронконі, брат Феліче і Себастьяно Ронконі.
Дебютував 1831 року в Павії в партії барона Вальдебурго в опері Вінченцо Белліні «Іноземка». У 1830-40-і роки Ронконі вважався одним із провідних співаків Італії. 8 жовтня 1837-го він одружився з сопрано Ельгерра Джанноне в Неаполі. За деякими даними, Джорджо Ронконі виступав в Ліцейському театрі й Королівському театрі в Лондоні. Він був першим виконавцем головної партії в опері Джузеппе Верді «Набукко» (1843), ключових партій в семи операх Гаетано Доніцетті. У 1842 році з великим успіхом співав у Англії.
У пізні роки викладав в Мадридській консерваторії та у власній школі співу в Гранаді.